# TV 1860 Aschaffenburg
Der Turnverein 1860 Aschaffenburg e.V. ist ein deutscher Sportverein mit Sitz in der bayerischen Stadt Aschaffenburg.

## Abteilungen

### Fußball
Die erste Männer-Mannschaft spielt derzeit in der Kreisklasse Aschaffenburg.

### Volleyball
Zur Saison 1984/85 stieg die erste Männer-Mannschaft aus der Regionalliga in die 2. Bundesliga Süd auf. Mit 14:22 Punkten konnte das Team am Ende der Saison die Klasse auch über den siebten Platz halten. Nach der Folgesaison gelang dies aber nicht mehr und somit stieg die Mannschaft mit 2:38 Punkten als Tabellenletzter wieder in die Regionalliga ab. Eine Rückkehr gelang der Mannschaft danach noch einmal zur Saison 1988/89, nach der Saison 1990/91 stieg das Team wieder ab.

## Persönlichkeiten
- Felix Magath (* 1953), Fußballspieler in der Jugend
- Rudi Bommer (* 1975), Fußballspieler in der Jugend